# Изола Вичентина
Изола Вичентина (итал. Isola Vicentina) је насеље у Италији у округу Виченца, региону Венето.
Према процени из 2011. у насељу је живело 4340 становника. Насеље се налази на надморској висини од 75 м.

## Становништво
| 1951. | 1961. | 1971. | 1981. | 1991. | 2001. | 2011. |
| ----- | ----- | ----- | ----- | ----- | ----- | ----- |
| 6.045 | 5.734 | 6.241 | 6.528 | 7.046 | 8.034 | 9.639 |